# Bruno (Nebraska)
Bruno je vesnice v okrese Butler County v americkém státě Nebraska. V roce 2020 mělo 95 obyvatel, nejvíce v historii jich mělo při sčítání lidu v letech 1910 a 1920 (245).

## Historie
Bruno bylo založeno v roce 1887, kdy tudy byla vybudována železnice Fremont, Elkhorn a Missouri Valley. Většina prvotních osadníků pocházela původně z Moravy, což způsobilo výběr názvu obce podle města Brna.